# SN 1972E
SN 1972E est une supernova dans la galaxie NGC 5253 qui est découverte le 13 mai 1972 avec une magnitude apparent d'environ 8,5, peu de temps après avoir atteint sa luminosité maximale. En termes de magnitude, c'est la deuxième supernova la plus brillante observée au XXe siècle, seulement dépassée par SN 1987A. Elle est observée pendant près de 700 jours et devient un des objets prototypes pour le développement de la compréhension théorique des supernovae thermonucléaires.

## Description
La supernova est découverte par Charles Kowal, à environ 56 secondes d'arc à l'ouest et 85 secondes d'arc au sud du centre de NGC 5253,. Sa position à la périphérie de la galaxie en facilite l'observation, minimisant les interférences par les objets d'arrière-plan. Bien située pour les observateurs de l'hémisphère sud, elle est également tout à fait observable depuis les observatoires de l'hémisphère nord. Les tentatives d'observations en rayons X avec Uhuru et OSO 7, et pour en détecter les rayons gamma par effet Tcherenkov donnent peu de résultats.
Des mesures photométriques et spectroscopiques sont faites dans le visible et le proche infrarouge par de nombreux observateurs, s'étendant jusqu'à environ 700 jours après le maximum d'intensité. Des raies spectrales interstellaire du calcium ionisé dues au gaz à la fois dans notre galaxie et dans NGC 5253 sont observées, permettant une estimation de l'extinction interstellaire.
La longueur étendue de la courbe de lumière observée présente un déclin remarquablement uniforme de 0,01 magnitudes par jour commençant environ 60 jours après la découverte. Dans le modèle standard des supernovae de type Ia (ou thermonucléaire), environ une masse solaire de 56Ni est formée et éjectée d'une naine blanche qui accumule la masse d'un compagnon binaire ; cela fait augmenter sa masse jusqu'à dépasser la limite de Chandrasekhar et provoque son explosion. Cet isotope du nickel se désintègre avec une demi-vie d'environ 6 jours en 56Co, et la désintégration du cobalt fournit l'énergie rayonnée par le reste de la supernova. Le modèle produit également une estimation de la luminosité d'une telle supernova. 
Les observations de SN 1972E, à la fois en ce qui concerne sa luminosité maximale et sa vitesse de déclin, sont en accord avec ces prédictions et conduisent à une acceptation rapide de ce modèle d'explosion dégénérée.